# Kristoffer Schollin
Johan Kristoffer Schollin, född 5 augusti 1971 i Göteborgs Haga församling, Göteborgs och Bohus län, är lektor i immaterialrätt vid Göteborgs universitet (Disputerad 2008).
Hans expertområden är digitala rättigheter, upphovsrätt, fildelning, varumärkesrätt, domännamn och Internet. Han kallades som sakkunning i rättegången mot fyra åtalade bakom Pirate Bay.

## Publikationer
- Digital Rights Management – the New Copyright. Jure förlag 2008.
- Virtual Copyright. Juridisk Tidskrift nr 1 2004-2005.
- Legal Protection for Online Music Rights Management. CLA First International Asian Conference, 1-2 Feb 2005.
- Open Source Management. Rights Management of Information Products on the Mobile Internet", HIIT Publications 2003-2, Helsinki Institute for *Information Technology HIIT, 2003. (Pitkänenen, O., ed.)